# Rue Henri-Dubouillon
La rue Henri-Dubouillon est une voie du 20e arrondissement de Paris, en France.

## Situation et accès
La rue Henri-Dubouillon est une voie publique située dans le 20e arrondissement de Paris. Elle débute au 60, rue Haxo et se termine au 199-203, avenue Gambetta.

## Origine du nom
Cette voie est nommée d'après le propriétaire des terrains (Henri Dubouillon) sur lesquels elle a été ouverte.

## Historique

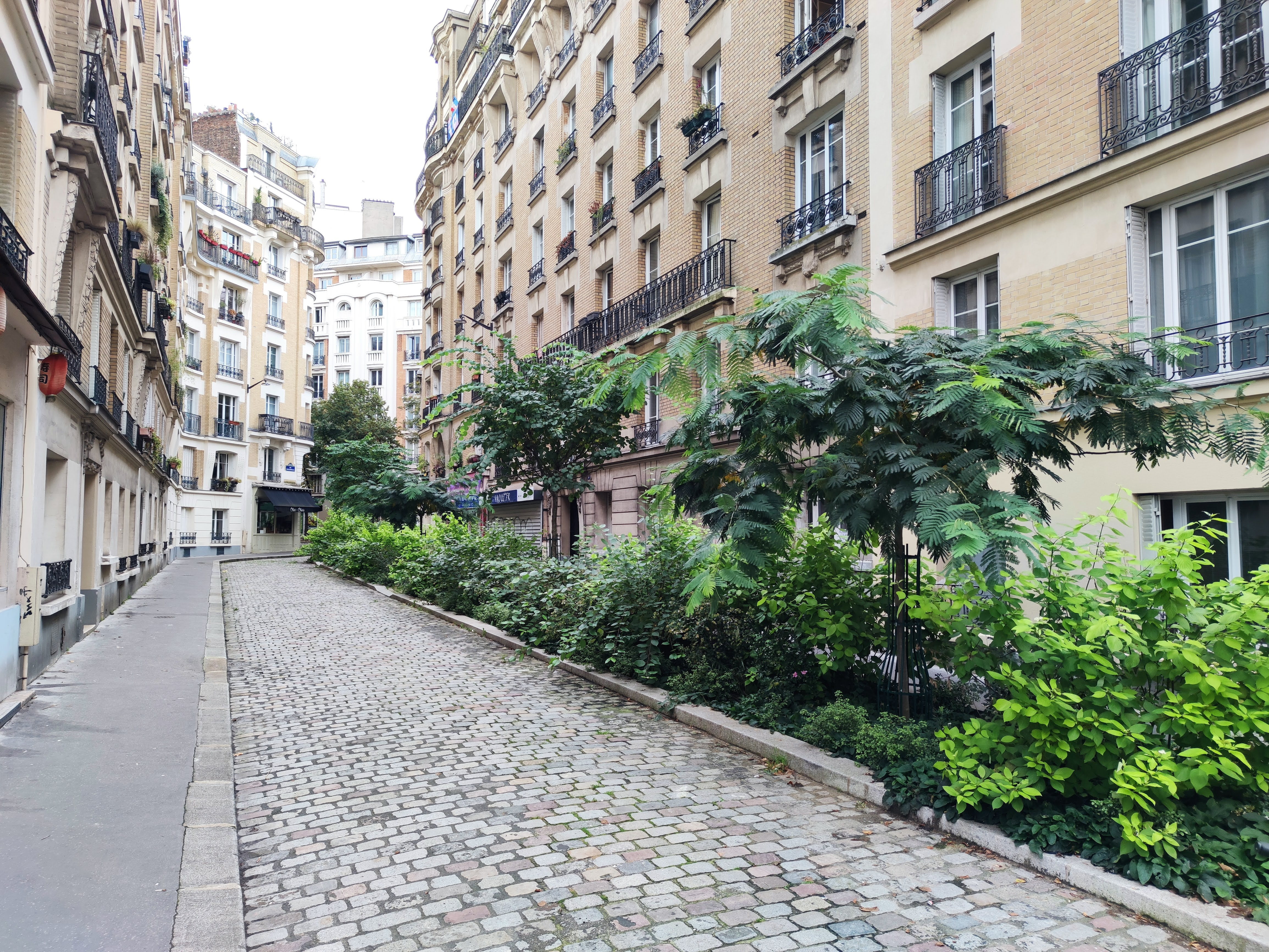
La rue en 2024.

Cette voie est ouverte sous sa dénomination actuelle en 1913 et est classée dans la voirie parisienne par un arrêté préfectoral du 6 juin 1984.
La rue est végétalisée au printemps 2023.